# Randers Kunstmuseum

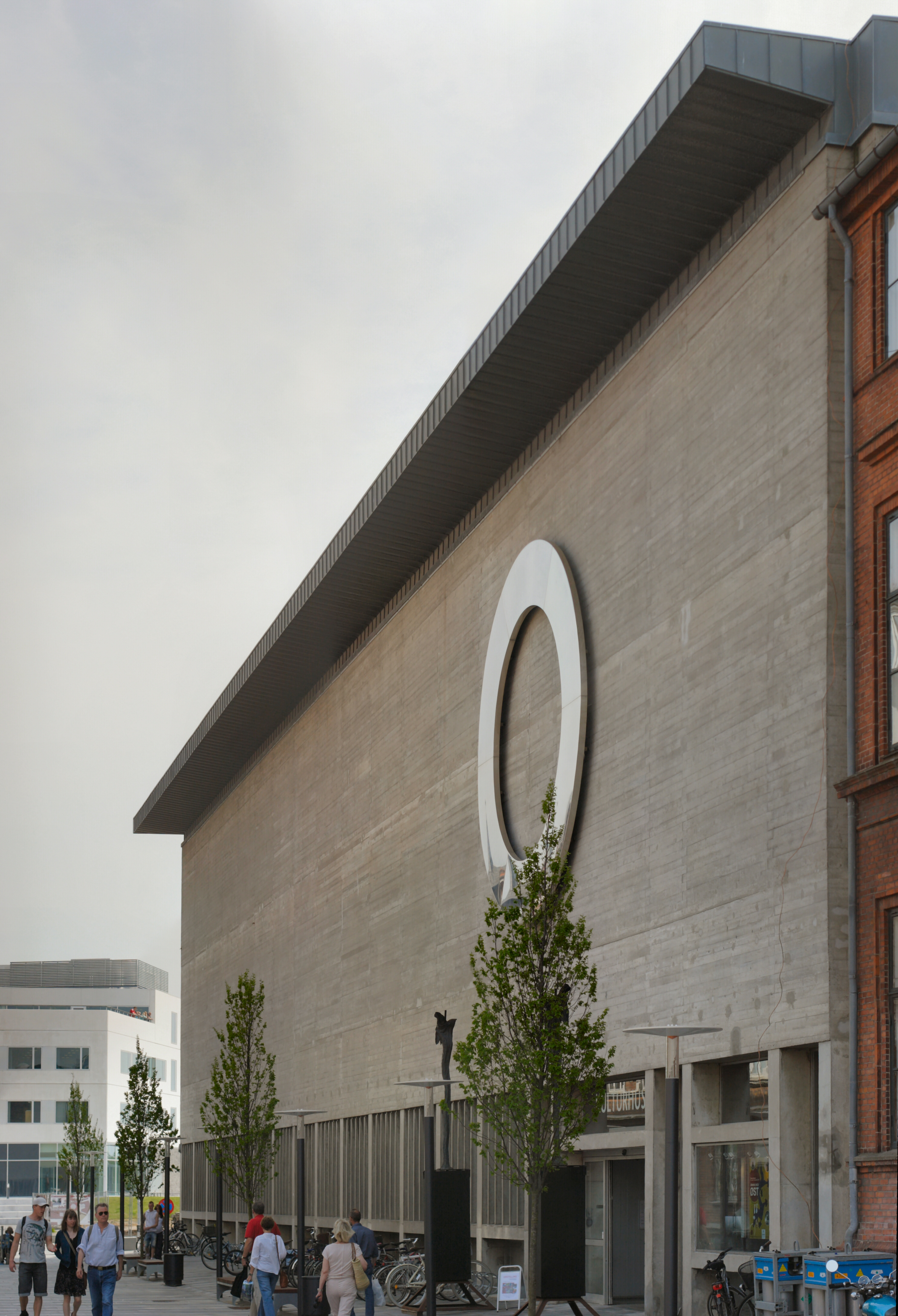
Randers Kunstmuseum

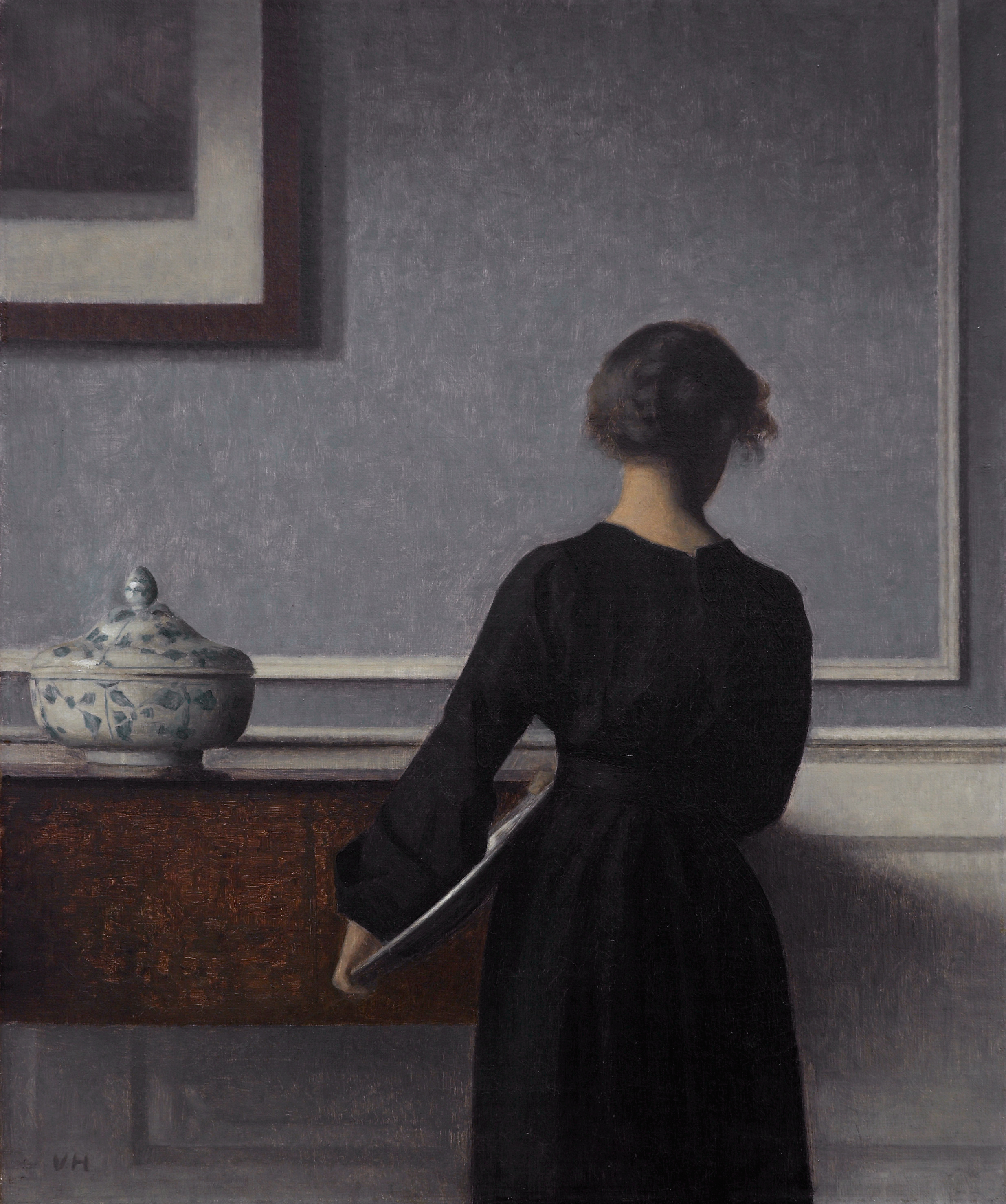
Vilhelm Hammershøis Interiør med ung kvinde set fra ryggen från omkring 1903-04

Randers Kunstmuseum – Museet for Dansk Kunst är ett danskt konstmuseum i Randers i Region Mittjylland i Danmark.
Randers Kunstmuseum grundades 1887 och har en bred samling med omkring 4.000 verk dansk bildkonst från 1800-talet och framåt, bland andra  L.A. Rings Sommerdag ved Roskilde Fjord från 1900, som ingår i Danmarks kulturkanon. 
Museet har landets största samling av verk av Randersfödde Sven Dalsgaard.
Museet finns sedan 1969 i Randers kulturhus.